# ヌリトディン・ムヒトディノフ
ヌリトディン・ムヒトディノフ（ウズベク語: Нуриддин Акрамович Муҳитдинов、1917年11月19日 - 2008年8月27日）は、ウズベク・ソビエト社会主義共和国の政治家、ソ連共産党員。

## 経歴
タシュケント出身。1938年、全連邦調整大学を卒業。
- 1938年～1939年 - ブハラ州消費財組合教育コンビナートの講師
- 1939年～1946年 - ソ連軍に勤務
- 1946年 - 党の業務に移り、ウズベキスタン共産党中央委員会で働く。ナマンガン州委員会書記
- 1948年 - ナマンガン州委員会第一書記
- 1950年 - ウズベキスタン共産党書記、タシュケント州委員会第一書記
- 1951年～1953年 - ウズベク・ソビエト社会主義共和国閣僚会議議長
- 1953年～1954年 - ウズベク・ソビエト社会主義共和国閣僚会議第一副議長
- 1954年～1955年 - ウズベク・ソビエト社会主義共和国閣僚会議議長
- 1955年～1957年 - ウズベキスタン共産党中央委員会第一書記
- 1957年12月～1961年10月 - ソ連共産党中央委員会書記
- 1961年 - 中央組合副理事長
- 1966年～1968年 - ソ連閣僚会議附属国家外国文化関係委員会第一副議長
- 1968年～1977年 - 駐シリア・ソ連大使
- 1977年 - ソ連貿易・産業院幹部会副議長
- 1987年 - 年金生活

1942年から共産党員、1952年～1966年、中央委員会委員、1957年～1961年、中央委員会幹部会議員（1956年から候補）。